# 堆集噬虫霉
堆集噬虫霉（学名：Entomophaga conglomerata）是属于虫霉目虫霉科噬虫霉属的一种真菌，寄生在库蚊等昆虫上。该种分布于中国、俄罗斯、波兰、瑞典、瑞士、法国等地。